# Plan Hymansa
Plan Hymansa – plan pokojowy przedstawiony w 1921 roku przez działającego z ramienia Ligi Narodów Paula Hymansa, który zawierał propozycje rozwiązania polsko-litewskiego konfliktu o Wileńszczyznę.

## Pierwszy plan
W październiku 1920 roku po buncie Żeligowskiego Wilno i Wileńszczyzna zostały włączone do Litwy Środkowej, państwa marionetkowego II Rzeczpospolitej. Spowodowało to pogorszenie stosunków między Polską a Litwą (która rościła sobie pretensje do tych ziem), napięcia między oboma państwami i rozwój sporu o Wileńszczyznę. 3 marca 1921 roku Rada Ligi Narodów przyjęła rezolucję, w której zalecała rządom Polski i Litwy rozpoczęcie negocjacji w celu rozwiązania sporów terytorialnych i politycznych. Negocjacje rozpoczęły się pod koniec kwietnia 1921 roku w Brukseli i przewodził im Paul Hymans.
W maju 1921 roku Hymans zaproponował swój pierwszy plan pokojowy. Zakładał on podział Litwy na kanton kowieński i wileński (w stylu modelu federacyjnego w Szwajcarii). Polityka ekonomiczna, zagraniczna i sprawy wojskowe Litwy byłyby zarządzane przez organ wybierany wspólnie przez parlament polski i litewski. Języki polski i litewski byłyby na Litwie równouprawnione. Polska otrzymałaby prawo do korzystania z portu w Kłajpedzie. Projekt spotkał się z pozytywnym przyjęciem strony polskiej, jednak został odrzucony przez stronę litewską (neutralne stanowisko zajęła jedynie część socjaldemokratów).

## Drugi plan
We wrześniu 1921 roku w Genewie Hyman przedstawił drugą wersję planu. Rezygnował on z idei kantonów, przyznawał jedynie ograniczoną autonomię Wileńszczyźnie. Przewidywał powołanie koordynowanych wspólnie przez Polskę i Litwę sztabów generalnych na Wileńszczyźnie i prawo do korzystania z terytorium Wileńszczyzny przez Polskę w czasie wojny. Ten plan został poparty przez Mykolasa Sleževičiusa i Kazysa Griniusa, jednak ostatecznie został odrzucony przez obie strony.